# Gustavo Marcano
Gustavo Eduardo Marcano Antúnez, (Caracas, Venezuela, 29 de junio de 1979) es un abogado y político venezolano, fue alcalde del municipio Diego Bautista Urbaneja entre 2013 y 2017 y como Ministro Consejero de la Embajada de Venezuela ante los Estados Unidos entre 2019 y 2023.
Es egresado de la Facultad de Derecho de la Universidad Santa María (Venezuela), con estudios en la Universidad Metropolitana, la Universidad Católica Andrés Bello y la Universidad de Georgetown, donde obtiene las especializaciones en Gerencia Pública y Diseño e implementación de Políticas Públicas, respectivamente.
Tras desarrollarse como líder estudiantil, en el año 2003, funda el partido Primero Justicia en el Estado Anzoátegui. Un año después, en 2004, es electo alcalde del Municipio Diego Bautista Urbaneja, convirtiéndose en el burgomaestre más joven de Venezuela con apenas 25 años de edad. 
Durante su gestión como alcalde llevó a cabo diversas obras de gestión pública que impulsaron el desarrollo local, convirtiendo a Lecheria (nombre de la ciudad del Municipio Diego Bautista Urbaneja), en uno de los centros turísticos, comerciales y empresariales más importantes del oriente venezolano.
Fue elegido, para el período 2011-2016, diputado a la Asamblea Nacional de Venezuela por el Estado Anzoátegui, estado en el cual ejerció, en el año 2013, la jefatura del Comando de campaña de Henrique Capriles a la presidencia de la República Bolivariana de Venezuela.
En las Elecciones municipales de Venezuela de 2013 resultó elegido Alcalde del Municipio Diego Bautista Urbaneja para el período 2013-2017 con el 71,31% de los votos .
En julio del año 2017, la Sala Constitucional del Tribunal Supremo de Justicia (declarado ilegítimo por la Asamblea Nacional de Venezuela), decidió destituirlo de su cargo y condenarlo a 15 meses de prisión, sentencia que desconoció y calificó, junto a diversas organizaciones internacionales y gobiernos del mundo, como inconstitucional e ilegítima. Esta decisión le obligó a escapar de su país y trasladarse a los Estados Unidos de América donde se encuentra en trámites de Asilo Político y a su vez, continúa denunciando los abusos y casos de corrupción perpetrados por el Gobierno de Nicolás Maduro.
En enero de 2019, el presidente encargado de la República Bolivariana de Venezuela, Juan Guaidó, designó una nueva delegación diplomática en los Estados Unidos de América, entre los cuales se designa a Carlos Vecchio, como Embajador y a Marcano, como su Ministro Consejero.

## Biografía

### Familia
Gustavo Marcano, nace en la ciudad de Caracas, Venezuela, el 29 de junio de 1979 , pasó gran parte de su infancia entre la Isla de Margarita y Lechería, ciudad donde creció y se desarrolló como dirigente político y social. Actualmente se encuentra casado y es padre de dos niños.

### Estudios
Cursó estudios secundarios en el Colegio Pio XII de Puerto La Cruz, el cual a través de la promoción de los valores salesianos, contribuyó en gran medida con su formación personal.
Posteriormente, estudió Derecho en la Universidad Santa María, casa de estudios en la cual obtuvo el título de Abogado. Durante esta etapa, fue fundador de la Asociación de Estudiantes de Derecho del Estado Anzoátegui, organización nacida con el objetivo de promover la participación de los jóvenes cursantes de esta carrera en diversos asuntos de interés nacional, entre ellos, el debate sobre la viabilidad y contenido del proceso constituyente de 1999.
Una vez graduado, realizó estudios en la Universidad Metropolitana, la Universidad Católica Andrés Bello y la Universidad de Georgetown, donde obtiene las especializaciones en Gerencia Pública y Diseño e implementación de Políticas Públicas, respectivamente. De igual forma, cursó el Diplomado de Gerencia Pública Local en la Fundación Iberoamericana de Políticas Públicas. 
A lo largo de su carrera, ha participado en diversos seminarios y foros como, la Décima Edición del Seminario de Estrategias de Campañas Electorales dictado por la George Washington University, en el Seminario Internacional de Liderazgo Político del National Democratic Institute, en el Seminario sobre Capital Social en la Universidad Metropolitana y en la sexta edición del Campus FAES (Fundación para el Análisis y los Estudios Sociales), realizado en Madrid, España.

## Vida política

### Movimiento Primero Justicia
El partido político Primero Justicia tiene su origen en una Asociación Civil con el mismo nombre creada por Julio Borges, Henrique Capriles, Carlos Ocariz, Leopoldo López y otros jóvenes estudiantes, con el objetivo de promover reformas en el sistema judicial de la época, así como la promoción del concepto de la Justicia de Paz en el país. Asimismo, en el año 1999 esta organización presentó un proyecto de Constitución, del cual se nutre la Constitución de Venezuela de 1999. Cuatro años después, esta agrupación civil decide conformarse como un partido político regional con ideología de centro político.
En el año 2003, entra en un proceso de expansión con miras a constituirse como un partido político nacional, es allí cuando Gustavo Marcano se hace fundador de esta organización en el Estado Anzoátegui, lo cual le permitió a la tolda hacerse con una de sus primeras victorias electorales a nivel nacional, al ganarse la Alcaldía de Lecheria en las elecciones municipales de 2004 en Venezuela.
A lo largo de su trayectoria, Marcano ha ejercido diversos cargos dentro de esta organización política, entre ellos el de ser Coordinador Nacional Adjunto a Julio Borges. A partir del año 2017 pasa a integrar la Junta de Dirección Nacional de esta organización, siendo uno de sus secretarios políticos.

#### Campaña presidencial de Henrique Capriles en 2013
Debido a la falta absoluta derivada de la muerte del presidente Hugo Chávez el 5 de marzo de 2013, en Venezuela fueron convocadas nuevas elecciones presidenciales con el objetivo de suplir dicha falta. En ese sentido, la Mesa de la Unidad Democrática decidió postular nuevamente a Henrique Capriles Radonski como su candidato a dicha contienda electoral. En esta oportunidad, Gustavo Marcano fungió como jefe del comando de campaña del líder opositor en el Estado Anzoátegui, logrando un aumento en 12,14% de votos a favor del candidato opositor en relación con las Elecciones presidenciales de Venezuela de 2012 en la entidad.

#### Campaña a las elecciones parlamentarias de 2015
El 6 de diciembre de 2015 se realizaron elecciones parlamentarias en Venezuela, en éstas, la oposición venezolana representada en la Mesa de la Unidad Democrática (MUD) logró obtener mayoría calificada en el parlamento venezolano, siendo la primera elección parlamentaria nacional ampliamente ganada por el sector opositor y que representó un duro golpe para el gobierno del Presidente Nicolás Maduro.
En estas elecciones, el comando de campaña de la MUD en el Estado Anzoátegui fue coordinado por Marcano, y logró alcanzar un resultado favorable para la coalición democrática al ganar todos los circuitos de la entidad, así como aportar los votos necesarios para que la representación indígena opositora al gobierno de Maduro obtuviera su curul en el parlamento.

### Alcalde de Lechería (2004-2008)
A pocos meses de cumplir 25 años de edad, Gustavo Marcano es anunciado como el abanderado del entonces recién fundado partido Primero Justicia, a la Alcaldía de Lechería en el Estado Anzoátegui. Esto generó polémica debido a que la ley electoral venezolana señala como uno de los requisitos para ser Alcalde: "ser mayor de 25 años de edad", edad que Marcano no tendría para el momento de su inscripción como candidato pero si para la fecha de la elección, fijada para el 31 de octubre de 2004. Finalmente, el Consejo Nacional Electoral decidió que la edad que se tomaría en cuenta sería la que el candidato o candidata tuviese para el día de la elección, lo cual le permitió al joven dirigente aspirar a la primera magistratura municipal, y resultar siendo el ganador de dicho proceso electoral, lo cual lo convirtió en el Alcalde más joven de Venezuela.
Durante su gestión llevó a cabo múltiples planes y proyectos, entre ellos:
- "Operación transparencia": A través de múltiples asambleas de vecinos y reuniones con organizaciones e instituciones relacionadas al municipio, se realizó un proceso permanente de rendición de cuentas, así como la formulación entre todos de soluciones para la ciudad. De igual forma, a través de estos encuentros se formuló cada año, el presupuesto municipal anual.
- Proyecto habitacional Santa Rosa: Consistió en la construcción de tres edificios residenciales con el objetivo de mejorar las condiciones de vida de los habitantes del Sector Santa Rosa en Lechería, quienes pasaron de vivir en viviendas en situación precaria a edificios residenciales de calidad.
- "Tu Alcaldía en la calle": Realización de operativos especiales en espacios públicos, como plazas o avenidas, con la participación de las distintas áreas del gobierno municipal donde los ciudadanos pueden llevar a cabo trámites administrativos o exponer asuntos relacionados al municipio.
- American Corner Lechería: A través de un convenio entre la Alcaldía y el Gobierno de los Estados Unidos, se permitió instalar en el municipio el American Corner, un espacio de intercambio cultural que entre otras cosas, ofrecía programas de aprendizaje del inglés a los niños y jóvenes de los sectores más desfavorecidos de la ciudad.
- Modernización de la Policía Municipal: Contando con la asesoría de múltiples expertos, Marcano implementó nuevos equipos y procedimientos a la Policía Municipal, logrando reducir en gran medida nos niveles de inseguridad en la ciudad.
- Premio "Joven Orgullo de Lechería": Esta iniciativa fue creada con el objetivo de reconocer y motivar a los niños y jóvenes del municipio destacados por su desempeño académico, deportivo y artístico.
- Obras: Durante este período se construyeron nuevas interconexiones y calles que colaboraron con el desarrollo vial de la ciudad, así como nuevos espacios públicos, entre ellos la Iglesia María Auxiliadora, la Plaza Bolívar y múltiples canchas deportivas en todo el municipio.

### Candidato a la Gobernación del Estado Anzoátegui (2008)
Cerca de culminar su período constitucional como alcalde, Marcano es postulado por múltiples organizaciones políticas opositoras al gobierno del fallecido presidente Hugo Chávez, como candidato a la Gobernación del Estado Anzoátegui, enfrentándose al entonces gobernador y candidato a la reelección Tarek William Saab (actual fiscal general de la República impuesto por la Asamblea Nacional Constituyente, calificada de ilegítima), quien finalmente resultó vencedor en este proceso electoral.
Ante este resultado, Marcano expresó:

«El pueblo de Anzoátegui tomó una decisión y determinó que el actual mandatario (Tarek William Saab) debe seguir gobernando el estado por los próximos cuatro años, y nosotros como demócratas, con el respeto a la Constitución, reconocemos el triunfo... Uno de los factores que no nos permitió alcanzar la victoria fue el no haber consolidado la unidad por completo.»
Gustavo Marcano

### Diputado a la Asamblea Nacional (2011-2013)
Tras ser electo en las elecciones parlamentarias de Venezuela de 2010 como diputado a la Asamblea Nacional por el Estado Anzoátegui, Gustavo Marcano fue miembro de la Comisión Permanente de energía y minas del parlamento venezolano. A través de ésta, realizó denuncias en cuanto el retraso en la construcción de nuevas plantas eléctricas en su entidad por parte del Gobierno Nacional, asimismo, como parlamentario criticó el plan de racionamiento eléctrico establecido en el país y exigió soluciones de fondo a la crisis eléctrica de Venezuela.

### Alcalde de Lechería (2013-2017)
En el año 2011, Marcano presentó su candidatura a las primarias de la Mesa de la Unidad Democrática donde se elegiría al candidato de la coalición opositora a la Alcaldía de Lecheria. Dicho proceso fue llevado a cabo, con una altísima participación, el 12 de febrero de 2012, resultando vencedor en este proceso y en consecuencia, poseedor de la nominación unitaria a las elecciones municipales de Venezuela de 2013.
Durante su campaña destacó la necesidad de llevar a cabo políticas públicas dirigidas al desarrollo y modernización de la ciudad, así como continuar con proyectos iniciados durante su primera gestión como alcalde. Estas propuestas, junto a su trabajo en equipo con múltiples sectores del municipio, le dieron un récord histórico de votación de 71,31% de los votos, convirtiéndose así en uno de los alcaldes más votados de toda Venezuela.
Desde su llegada a la municipalidad, enfrentó una política de discriminación financiera por parte del Gobierno de Nicolás Maduro, el cual debido a la orientación política de Marcano, se ha negado a transferir recursos nacionales o federales al Municipio Diego Bautista Urbaneja, lo cual, según la Constitución de Venezuela de 1999 sería un acto violatorio a la misma.

A pesar de ello, durante este período se implementaron nuevas obras y programas:
- Plan "Vía expresa": Sistema de automatización del tráfico vehicular dirigido a agilizar la movilidad en el municipio, modificando las rutas viales tradicionales.
- Rehabilitación del programa "Lechería en forma": Plan integral de actividades físicas y deportivas en espacios públicos.
- Plan "Yo soy Juventud Prolongada": Programa social de apoyo integral a personas de edad avanzada en condiciones socioeconómicas sensibles, residentes en el municipio.
- Reapertura de la Academia de Policía: La reapertura de esta institución ha permitido incorporar más de 200 funcionarios a la Policía Municipal.
- Participación ciudadana: Creación de redes vecinales y equipos de trabajo junto a la ciudadanía con el objetivo de mantener un vínculo directo y ofrecer solución a problemas de manera mucho más rápida y efectiva.
- Plan "Arte a cielo abierto": Construcción de nuevos murales y restauración de otras obras artísticas, a fin de promover el arte en la ciudad.
- Avances en materia de inclusión: Una de las características de este período, son los avances relacionados con la inclusión e igualdad de oportunidades de personas con algún tipo de condición especial, producto del trabajo en equipo entre el gobierno municipal y distintas fundaciones y organizaciones como CIAMI y Consorven. En 2016, Lechería se convirtió en la primera ciudad del país en aprobar una ordenanza para la accesibilidad, inclusión y desarrollo de las personas con alguna discapacidad o condiciones especiales.
- Identidad y cultura: Promoción constante de los símbolosdel municipio, así como el mantenimiento de sus tradiciones. Además, se han realizado múltiples eventos en alianza con grupos artísticos de la ciudad y embajadas.
- Obras:  Durante este período se construyeron nuevas canchas deportivas, un nuevo parque infantil y las interconexiones viales que llevan por nombre "Libertad" y "Venezuela". De igual forma, se han ejecutado, de manera permanente, obras de mantenimiento en calles y avenidas , así como en canchas deportivas, centros educativos e iglesias del municipio.

## Persecución política

### 2009 - 2013
A principios de agosto de 2009, el opositor fue imputado por el Ministerio Público por el supuesto abuso de funciones en la recuperación de un terreno municipal por parte de la Alcaldía de Lechería, así como por el presunto delito de desacato, de acuerdo con el artículo 31 de la Ley Orgánica de Amparo sobre Derechos y Garantías Constitucionales. Ante esto, Marcano señaló:

“Esta acción forma parte de la agenda de persecución política en contra de la disidencia del Estado Anzoátegui, así como el gobernador (Tarek William Saab) ordenó el cierre de la emisora de radio Orbita, la inhabilitación de Barreto Sira y la persecución en contra de Paraqueima, de igual forma, quiere arremeter en mi contra pero no nos van a doblegar”
Gustavo Marcano

A pesar de que esta causa fue sobreseída en el 2011 por el mismo Poder Judicial de Venezuela, en febrero de 2013 el diputado y entonces presidente de la Asamblea Nacional de Venezuela, Diosdado Cabello, convocó una sesión ordinaria del parlamento, con el objetivo de "denunciar" presuntos delitos cometidos por diputados del partido Primero Justicia, entre ellos, Gustavo Marcano, a quien acusó de desviar fondos y estar "dirigido por una mafia corrupta cercana a Pablo Escobar Gaviria”, hecho que el joven dirigente, junto a diversas organizaciones políticas y de Derechos Humanos, calificó de "show" e intento de frenar su candidatura a la Alcaldía de Lechería. Días después, la Comisión de Contraloría y Finanzas de la Asamblea Nacional, compuesta en su mayoría por el oficialismo, solicitó orden de arresto domiciliario contra Marcano, sin embargo, esta nunca procedió.

### Protestas de 2014
El 12 de febrero de 2014 se inició en Venezuela, un movimiento de protesta contra el régimen de Nicolás Maduro liderado por Leopoldo López, María Corina Machado y Antonio Ledezma denominado "La salida", que tuvo por objetivo consolidar una salida constitucional, pacífica y democrática a la crisis política, económica y social existente en Venezuela. Producto de esto se generaron múltiples manifestaciones públicas en todo el país, siendo Lechería una de las ciudades con mayor intensidad en las mismas, junto a los municipios Chacao, El Hatillo, Baruta, Maracaibo, San Diego y San Cristóbal. 
Esto generó que el oficialismo, a través del Tribunal Supremo de Justicia, ordenara a los Alcaldes de estos municipios ejecutar acciones destinadas a detener las manifestaciones públicas dentro de sus distintas jurisdicciones, sin embargo, estos se negaron a hacerlo alegando que el artículo 61 de la Constitución de Venezuela de 1999 garantiza el derecho a la manifestación y que ellos no podrían ir en contra de ello. Semanas después, el mismo Tribunal Supremo de Justicia, ordenó la destitución y condena de dos alcaldes legítimamente electos: Enzo Scarano en el municipio San Diego (Carabobo) y Daniel Ceballos en el municipio San Cristóbal (Táchira).

### Destitución y condena a prisión
Las sentencias 155 y 156 del Tribunal Supremo de Justicia de Venezuela (TSJ) , donde el máximo tribunal de adjudicaba las funciones del parlamento venezolano, fueron calificadas por la Asamblea Nacional de Venezuela, la fiscal general de la República Luisa Ortega Díaz y una gran cantidad de gobiernos y parlamentos del mundo, como una ruptura del orden constitucional en Venezuela. Estas reacciones, junto a la profunda crisis política, económica y social que traviesa este país, generó una fuerte ola de protestas contra el Gobierno de Nicolás Maduro, ahora calificado como un Dictadura.
A pesar de que el régimen venezolano suspendió los efectos de estas sentencias días después, las protestas continuaron y se intensificaron aún más bajo cuatro exigencias: Restitución de las facultades plenas de la Asamblea Nacional (Declarada en desacato por el TSJ), liberación de los presos políticos, apertura del canal humanitario y celebración de elecciones generales, a las que más adelante se le sumaría el desarme de grupos paramilitares oficialistas. Sin embargo, el gobierno venezolano no accedió a ninguna de las peticiones y al contrario, decidió reprimir estas movilizaciones civiles y convocar una Asamblea Nacional Constituyente sin una consulta popular previa, violando el principio de soberanía popular establecido en la Constitución de Venezuela de 1999.
Durante estas manifestaciones, Lechería fue uno de los municipios más afectados por la represión de los cuerpos de seguridad del Estado venezolano, pues en el municipio se suscitaron allanamientos a viviendas, y ataques contra manifestantes opositores que dejaron un saldo de cientos de heridos y un joven muerto.
Tras casi dos meses de protestas, el Alcalde Gustavo Marcano, recibe una notificación del Juzgado Superior en lo Civil y Contencioso Administrativo de la Circunscripción Judicial de la Región Nororiental el día 26 de mayo de 2017, donde se le informa acerca de la admisión de un recurso de amparo en su contra donde se le ordena usar todos los recursos materiales y humanos de la municipalidad, incluyendo a la Policía Municipal, con el objetivo de evitar la realización de manifestaciones en su jurisdicción. Ante esto, Marcano expresó:

"Esto es una acción que no tiene otro fin que el amedrentamiento y la intención de buscar intimidar a todas las personas que están ejerciendo su derecho a la protesta pacífica. Nosotros estamos luchando contra una dictadura, vamos a seguir permitiendo protestar pacíficamente."
Gustavo Marcano

Días después, la Sala Constitucional del TSJ emitió la sentencia N° 377/2017 donde admite una nueva "demanda de protección de intereses colectivos y difusos con amparo cautelar" y, al igual que en la decisión expresada anteriormente, se ordena al Alcalde Gustavo Marcano llevar a cabo una serie de medidas para detener las protestas opositoras en su municipio.
El gobernador interino del Estado Anzoátegui, Nelson Moreno, responsabilizó a Gustavo Marcano de ser autor intelectual de hechos violentos en la entidad y expresó lo siguiente:

“Le estoy dando un ultimátum al alcalde Gustavo Marcano. Al no hacer lo que le está ordenando el Tribunal del estado Anzoátegui, este tiene el derecho y la responsabilidad de capturarlo y ponerlo tras las rejas para que cumpla con lo que debe cumplir. Con eso nosotros no perdemos nada, gana el estado y no tenemos temor de eso”
Nelson Moreno

Según informó el TSJ, el 14 de junio de 2017 debía realizarse la audiencia de Gustavo Marcano ante la Sala Constitucional de este tribunal, sin embargo, ese mismo día anunciaron su diferimiento. No obstante, la defensa del Alcalde Marcano logró interponer un recurso de recusación de los magistrados que se encontraban en conocimiento de la causa, el cual nunca fue respondido. Asimismo, los abogados del burgomastre denunciaron públicamente que no se les permitió tener acceso al expediente judicial en ninguna fase del proceso, un hecho violatorio a las disposiciones establecidas en el Código Orgánico Procesal Penal y al derecho a la defensa establecido en la Constitución de Venezuela de 1999.
Tras semanas de incertidumbre y amenazas a las sedes físicas de la Alcaldía de Lechería y a la residencia privada del burgomaestre, el máximo tribunal venezolano fijó para el día 25 de julio de 2017 la fecha donde sería realizada la audiencia de este caso. Días después, el Ministerio del Poder Popular para las Relaciones Interiores, Justicia y Paz de Venezuela, órgano controlado por el Poder Ejecutivo, ordenó la intervención de la policía municipal de Lechería, la cual además de ser intervenida fue militarizada.
El mismo día de la audiencia, Gustavo Marcano, publicó un comunicado fijando su posición a la audiencia:

Quienes usurpan los cargos de la Sala Constitucional del TSJ, hoy nos han convocado a una audiencia a las 10:00AM.

Queremos ratificar a nuestros vecinos de Lechería y a todo el pueblo del Estado Anzoátegui y Venezuela, que los únicos Magistrados que reconocemos son los nombrados constitucionalmente por la AN el pasado viernes, 21 de julio de 2017.
Por lo tanto, no acudiremos ni ataremos las decisiones que emanen de esa audiencia írrrita, dirigida por personas que ilegítimamente se encuentran usurpando las funciones del máximo Tribunal del país. Apegados a los artículos 333 y 350 de nuestra Constitución Nacional, seguiremos al frente de la responsabilidad que nos ha otorgado la mayoría del pueblo de Lechería, ejerciendo cabalmente y como siempre lo hemos hecho, nuestras competencias constitucionales.
¡Que nada ni nadie nos saque del foco de nuestra lucha por lograr el cambio y la libertad para nuestra Venezuela!

Con DIOS y la Virgen Del Valle siempre...
Gustavo Marcano

Sin contar con su presencia, el Tribunal Supremo de Justicia de Venezuela, a través de su Sala Constitucional llevó a cabo la audiencia del burgomaestre y finalmente, el presidente de dicha sala anunció que el órgano judicial decidió condenar a Gustavo Marcano a 15 meses de prisión por estar inmerso con el delito de "desacato", para lo cual ordenó al Servicio Bolivariano de Inteligencia Nacional que practicara su detención, fijando como centro de reclusión El Helicoide, un centro de reclusión ubicado en la ciudad de Caracas y manejado por este mismo cuerpo de inteligencia, en el que se han denunciado múltiples casos de tortura y violaciones a los derechos humanos. Asimismo, el poder judicial declaró su inhabilitación política y el cese de sus funciones como alcalde del Municipio Diego Bautista Urbaneja (Lechería). Esta medida, fue condenada por el Secretario General de la Organización de Estados Americanos, Luis Almagro, así como por la mayoría de los gobiernos de la región.
Esta decisión judicial obligó a Marcano a mantenerse en clandestinidad por algunos días, hasta que con el apoyo de distintos cuerpos diplomáticos ubicados en Venezuela, logró escapar del país junto a su familia, para posteriormente trasladarse hasta los Estados Unidos, donde actualmente se encuentra en trámites de asilo político.

## Activismo internacional
Tras su llegada a los Estados Unidos, Marcano sostuvo una reunión en Washington D. C., con el Secretario General de la Organización de Estados Americanos, Luis Almagro, en la cual abordaron como asunto principal la persecución política a alcaldes y gobernadores opositores en Venezuela. 
De igual forma, en agosto de 2017, llevó a cabo un encuentro con el vicepresidente de los Estados Unidos, Mike Pence, así como con el senador Marco Rubio, el gobernador de la Florida Rick Scott y el congresista Mario Diaz-Balart, a fin de exponer la dura situación que atraviesa la nación suramericana y trabajar en conjunto, para buscar soluciones que permitan una transición democrática.
En enero de 2019, fue designado por el presidente encargado de Venezuela, Juan Guaidó y la Asamblea Nacional de Venezuela, cómo Ministro Consejero de la Embajada de Venezuela ante los Estados Unidos hasta la disolución del gobierno interino en 2023.